# Estadio António Coimbra da Mota
El Estadio António Coimbra da Mota es un estadio multiusos ubicado en la ciudad de Estoril, en Portugal, usado principalmente en encuentros de fútbol. Tiene una capacidad de aproximadamente 5015 espectadores y unas dimensiones de 105x68m. En el recinto disputa sus partidos como local el Estoril Praia, de la primera división de Portugal.

## Usos
El estadio fue utilizado como campo de entrenamiento para la Selección de Suecia en la Eurocopa 2004.
Además, el estadio se utiliza como campo para algunos partidos de las categorías inferiores de la Selección de Portugal.